# Fritz Lubrich
Fritz Lubrich (* 26. Januar 1888 in Neustädtel, Deutsches Reich; † 15. April 1971 in Hamburg) war ein deutscher Organist und Komponist.

## Leben

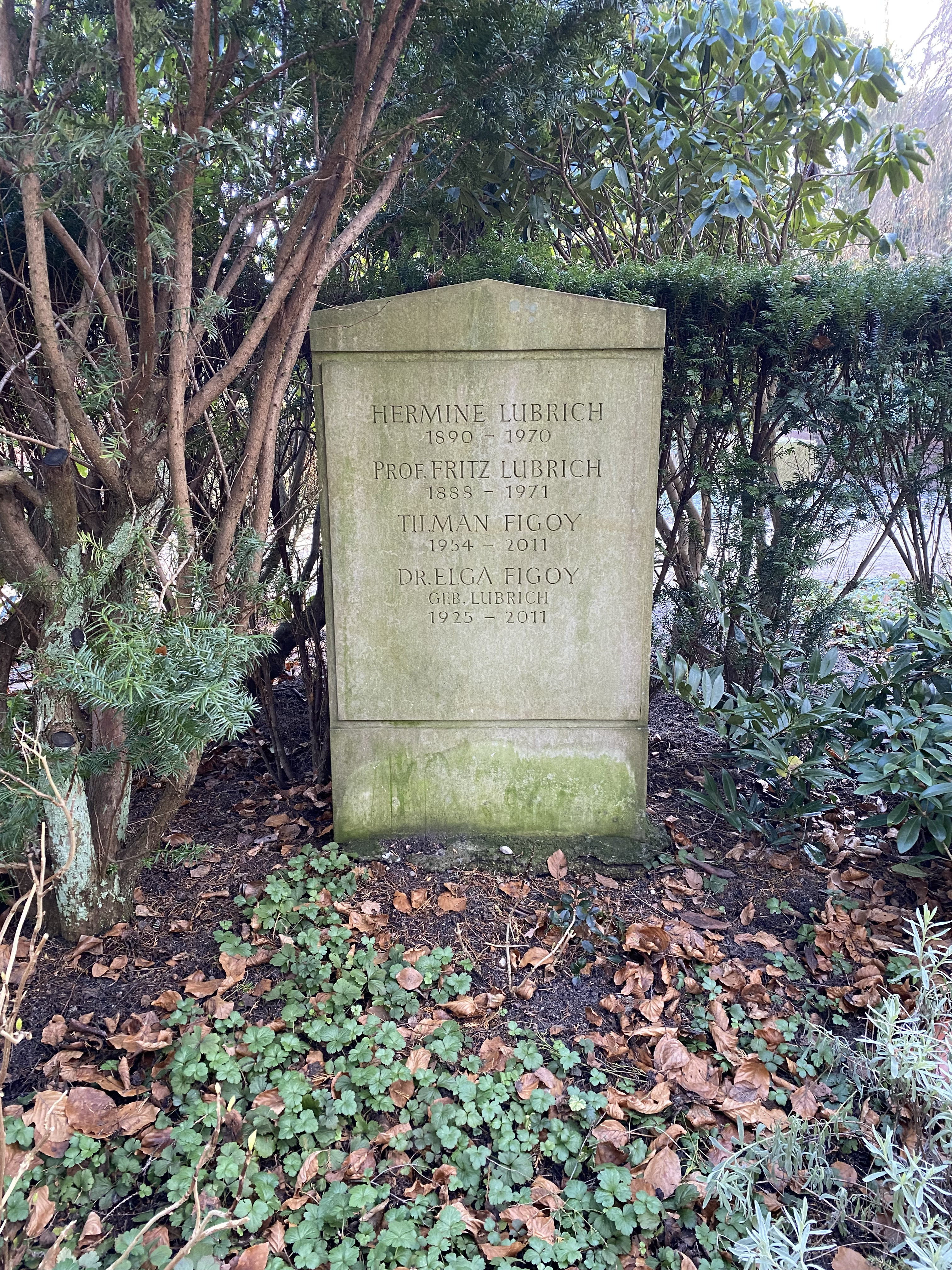
Grabstätte auf dem Nienstedtener Friedhof

Fritz Lubrich wurde als Sohn des Kantors und Hymnologen Fritz Lubrich sen. (1862–1952) und dessen Ehefrau Mathilde Schramm (1856–1924) geboren. Fritz Lubrich jun. besuchte von 1905 bis 1908 das Lehrerseminar in Sagan und wurde 1907 am Konservatorium Leipzig Schüler von Max Reger und Karl Straube. Am Ende des Studiums erhielt er den Arthur-Nikisch-Preis für Komposition.
Lubrich war von 1911 bis 1919 Musiklehrer am evangelischen Lehrerseminar in Bielitz, 1917 erhielt er den österreichischen Professorentitel. 1919 wurde Lubrich Oberorganist an der Pauluskirche in Breslau. 1923 erhielt er auch den deutschen und den polnischen Professorentitel. In den 1920er Jahren wurde Lubrich Organist an der Auferstehungskirche in Kattowitz, wo er auch den Meisterschen Gesangverein leitete. 1928 dirigierte er in Warschau die Erstaufführungen der h-Moll-Messe von Johann Sebastian Bach und der Missa Solemnis von Ludwig van Beethoven auf dem Gebiet des neugegründeten Polen. Von 1939 bis 1945 amtierte er als Direktor der Kattowitzer Landesmusikschule im besetzten Polen. Lubrich stand 1944 in der Gottbegnadeten-Liste des Reichsministeriums für Volksaufklärung und Propaganda.
Nach dem Zweiten Weltkrieg ging Lubrich nach Hamburg und setzte dort seine Tätigkeit als Organist und Pädagoge fort. Von 1948 bis 1951 leitete er die Hamburger Singakademie. 1951 gründete er den Hamburger Kammerchor und wurde dessen erster Dirigent. 1953 wurde er mit dem Bundesverdienstkreuz 1. Klasse ausgezeichnet.
Zu den Schülern Lubrichs gehörten Engelbert Hilbich, Günter Bialas, Gerd Zacher und Kurt Schwaen. Er war Ehrenmitglied der Max-Reger-Gesellschaft.
Lubrich war seit 1914 mit Hermine Dlask verheiratet und hatte zwei Töchter. Er wurde auf dem Nienstedtener Friedhof beigesetzt.

## Werke (Auswahl)

### Orgelmusik
- Kyrie eleison (Charakterstück in d), op. 9 (1909)
- Drei Stücke, op. 13 (1911)
- Introduktion und Passacaglia b-Moll, op. 20
- Drei Stimmungsbilder, op. 24 (1912)
- Fünf Choral-Improvisationen, op. 26 (1912)
- Drei romantische Tonstücke (nach drei Bildern von Arnold Böcklin), op. 37 (1913), Charles-Marie Widor gewidmet
- Fünf Orgeltrios, op. 44
- Totenklage, op. 46 (1914)
- Präludium und Passacaglia a-Moll, op. 47
- Sphärenmusik in der Weihenacht, op. 50 (1914)
- Phantasie und Fuge d-Moll, op. 54

### Klaviermusik
- Aus der Jugendzeit, acht kleine Klavierstücke, op. 48

### Chormusik
- Geh aus mein Herz, Kantate für gemischten Chor, Sopran, Violine und Orgel, op. 12
- Zwei gemischte Chöre, op. 14
- Weihnachtsmusik für Sopran, gemischten Chor und Orgel, op. 15
- Zwei Lieder im Volkston für gemischten Chor, op. 16
- Zwei Männerchöre, op. 17
- Zwei Schlachtgesänge deutscher Landsknechte, op. 19
- Richard Löwenherz' Tod, Ballade für Männerchor, op. 22
- Straf mich nicht in deinem Zorn, Choralkantate für gemischten Chor, Solostimmen, Violine, Viola, Violoncello und Orgel, op. 25
- Beskiden-Sang für Männerchor, op. 27
- Abend für gemischten Chor, op. 28
- Zwei Männerchöre, op. 29
- Der Mond ist aufgegangen, Choralkantate für gemischten Chor, Mezzosopran und Orgel, op. 33
- Chor der Toten für Männerchor, op. 34
- Zwei Motetten für gemischten Chor a cappella, op. 36
- Lied der Deutschen Ritter in Polen für Männerchor, op. 38
- Der Freier für Männerchor, op. 39
- Ist Gott für uns, Motette für gemischten Chor, op. 42
- Psalm 126 für gemischten Chor und Orgel, op. 43
- Friede für gemischten Chor, op. 60
- Choralkantate (Philipp Nicolai) für gemischten Chor, Solostimmen, Violine und Orgel, op. 63
- Drei gemischte Chöre, op. 75

### Lieder
- Enttäuschung für Gesang und Klavier, op. 7a
- Christkindleins Wiegenlied für Gesang und Klavier (Harmonium, Orgel), op. 7b